# DAZZLE
《DAZZLE》은 가수 이수영의 아홉번째 정규 음반이다. 앨범의 프로듀싱은 이수영의 데뷔 10년을 기념하여 데뷔작 ‘I Believe’의 수록곡들 가운데 '나무'를 작곡한 바 있는 조규만과 진행하였다. 이수영의 역대 앨범 중 당시 대중음악 추세를 가장 예민하게 반영한 앨범이며 이전에 발표된 이수영의 타이틀곡과 비교해봤을때 변화를 단번에 느낄 수 있는 <내 이름 부르지 마〉, 리쌍의 피쳐링으로 시선을 끈 <서로가 서로가 아니면 안될 때>,<Doobidooo> 등이 수록된 ’발라드의 여왕’이라는 수식어에서 벗어난 그녀의 역작.

## 수록곡
1. Dazzler
2. 내 이름 부르지 마
3. 서로가 서로가 아니면 안될 때 (Feat. 리쌍)
4. 아이예
5. Five of Swords
6. 아니
7. Wake Up
8. 사랑하지 마
9. Doobidooo (Feat. 배수빈)
10. 실감 나
11. 첫사랑 그 아이 (CD Only Bonus Track)
12. 이런 여자 (CD Only Bonus Track)